# Kavalam Narayana Panicker
Kavalam Narayana Panicker (ur. 28 kwietnia 1928 w Kavalam, zm. 26 czerwca 2016 w Thiruvananthapuram) – indyjski dramaturg, reżyser teatralny i poeta.

## Życiorys
Kavalam Narayana Panicker urodził się w miejscowości Kavalam. W 1955 roku rozpoczął karierę zawodową jako prawnik potem poświęcił się literaturze i sztuce. W 1961 roku został mianowany sekretarzem Akademii Kerala Sangeetha Nadaka w Thrissur. Wyreżyserował kilkadziesiąt spektakli takich jak: Ulsavapittenu, Manjadikuru i Marmaram. W 1983 roku otrzymał nagrodę Akademicką Sangeet Natak za najlepszy tekst. W 2002 roku został uhonorowany nagrodą Akademicką Sangeet Natak Fellowship.